# Guy Tarade
Guy Tarade, né le 25 avril 1930  en région parisienne, est un romancier et ufologue français, ayant fait partie du mouvement du réalisme fantastique français.

## Biographie

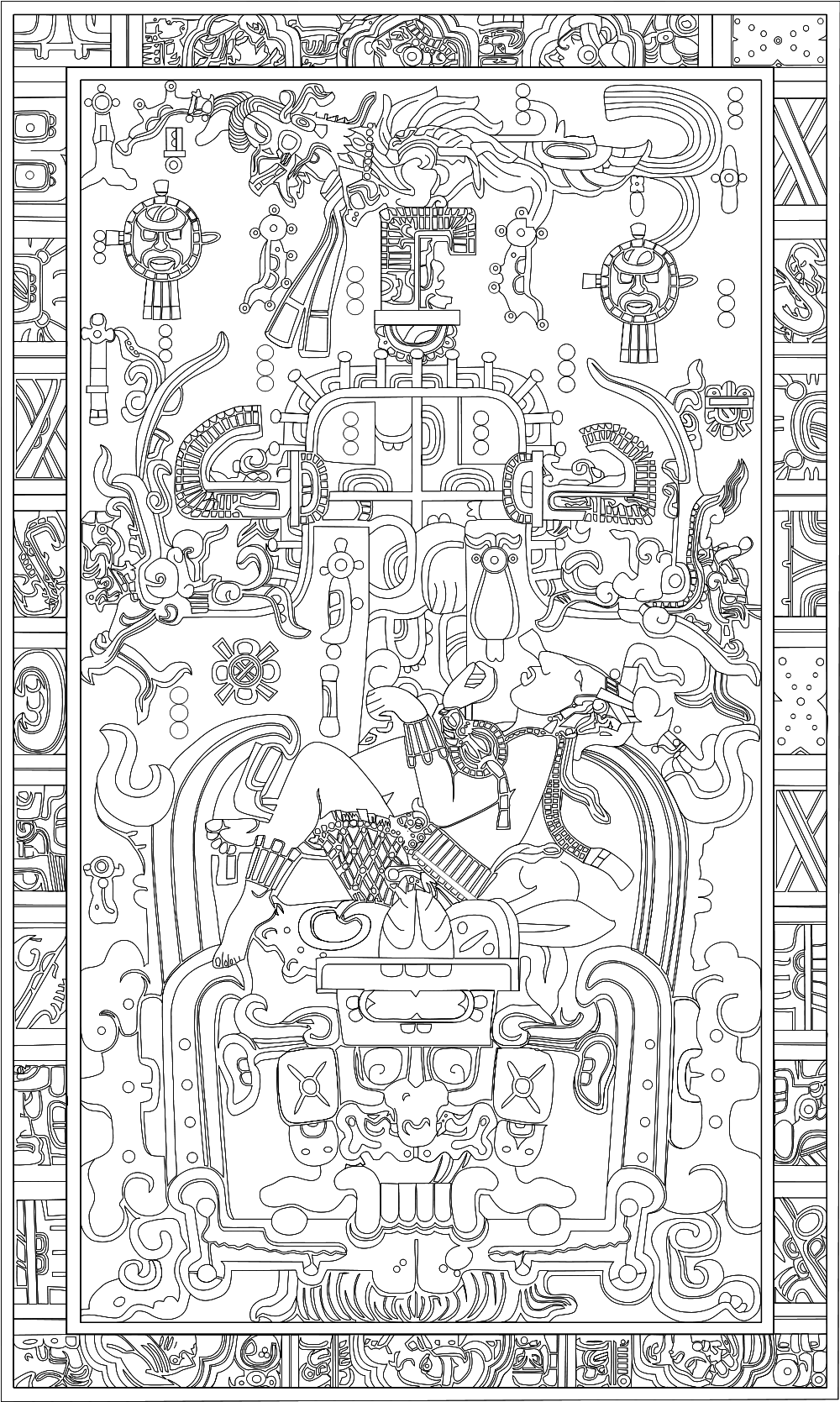
Couvercle d'un sarcophage de Palenque, que Guy Tarade interprète comme un pilote chevauchant une machine volante. Il s'agirait plutôt du souverain K'inich Janaab' Pakal I tombant dans la gueule du monstre terrestre après sa mort.

Tarade s'engage dans les troupes parachutistes, est en poste sur le continent africain. Il s'installe par la suite à Nice, en tant que chauffeur de bus. Écrivain et conférencier spécialisé dans le paranormal et l'ésotérisme, il est le fondateur du "Centre d'études et de recherches d'éléments inconnus de civilisation", un groupe d'archéologues amateur.
En 1969, Guy Tarade participe à l'émission phare de la télévision française « Les Dossiers de l'écran » sur le sujet « soucoupes volantes » avec en première partie une projection du film « la Guerre des Mondes » (première version). Cette émission le révèle au grand public.
Il produit alors des livres dans les domaines de la tradition, de l'hermétisme et du symbolisme, et affirme avoir visité certains des lieux les plus mystérieux de la planète afin de « retrouver les traces d'anciennes et grandes organisations initiatiques ».  Certains de ces livres concernent le lien entre les civilisations humaines et les possibles civilisations extraterrestres. Il est à ce titre l'un des piliers français de la théorie des anciens astronautes, notamment par l'interprétation d'une fresque maya de Palenque représentant selon lui un astronaute dans une fusée.

## Publications
- Soucoupes volantes et civilisations d'outre-espace, Paris, J'ai lu, « L'Aventure mystérieuse », n° A214, 1969.
- Les Dossiers de l'étrange, Paris, Robert Laffont, « Les Énigmes de l'Univers », 1971.
- Les Archives du savoir perdu, Paris, Robert Laffont, « Les Énigmes de l'Univers », 1972.
- Les Chroniques des mondes parallèles, Paris, Robert Laffont, « Les Énigmes de l'Univers », 1974.
- Les Portes de l'Atlandide, Paris, Robert Laffont, « Les Énigmes de l'Univers », 1976.
- Les Dossiers noirs de la pollution, Paris, Robert Laffont, « Les Énigmes de l'Univers », 1977.
- Les Dernières prophéties pour l'Occident, Paris, Robert Laffont, « Les Énigmes de l'Univers », 1978.
- J'ai retrouvé la piste des extra-terrestres, Nice, A. Lefeuvre, « Connaissance de l'étrange », 1980.
- avec et le Groupe Parallèle 30, OVNI: terre, planète sous contrôle, Nice, A. Lefeuvre, « Connaissance de l'étrange », 1980.
- Israël et les douze cités d'El Elyon, Paris, Robert Laffont, « Les Énigmes de l'Univers », 1982
- Mysterieux comte de Nice, (coauteur Jean-Claude Barani) Terre et mémoires, Alp'azur 1984
- Les Hauts lieux sacrés et magiques de la Provence, S.R.V., 1986
- Champagne mystérieuse (coauteur Alexandra Schreyer), Dervy 1993
- Les énergies secrètes du dragon, (coauteur Michel Coviaux) Paris, Guy Trédaniel éditeur, « Dimension autre », 1995
- 28 juillet 1999..., (coauteur Alexandra Schreyer), Ramuel Eds, 1998
- Dernier secret de Nostradamus (coauteur Alexandra Schreyer), Ramuel Eds, 1999
- Initiés, symbolisme et lieux magiques, Ramuel Eds, 2000
- Arcane 10 : Ou les secrets initiatiques de Rouletabille et Arsène Lupin, (coauteur Christophe Villa-Mélé), Éditions Oxus, 2004
- La magie des cathédrales, Les 3 Spirales, 2006
- Les templiers : l'arche d'alliance, dvd publie le 22/5/06, ASIN: B000FNNYR8